# La Glacerie
La Glacerie is een plaats en  voormalige gemeente in het Franse departement Manche in de regio Normandië en telt 5.116 inwoners (2016). De plaats maakt deel uit van het arrondissement Cherbourg.

## Geschiedenis
La Glacerie maakte deel uit van het kanton Tourlaville tot op 22 maart 2015 het kanton Cherbourg-Octeville-2 werd gevormd en de gemeente daarin werd opgenomen. Op 1 januari 2016 werd de gemeente opgeheven en werd La Glacerie een commune déléguée van de op die dag gevormde commune nouvelle Cherbourg-en-Cotentin.

## Geografie
De oppervlakte van La Glacerie bedraagt 18,7 km², de bevolkingsdichtheid is 275,7 inwoners per km².
De onderstaande kaart toont de ligging van La Glacerie met de belangrijkste infrastructuur en aangrenzende gemeenten.

## Demografie
Onderstaande figuur toont het verloop van het inwonertal (bron: INSEE-tellingen).

Cherbourg · Équeurdreville · La Glacerie · Hainneville · Octeville · Querqueville · Tourlaville

Voormalige gemeenten: Cherbourg-Octeville · Équeurdreville-Hainneville